# Baron (Gard)
Pour les articles homonymes, voir Baron.
Baron est une commune française située dans le centre du département du Gard, en région Occitanie.
Exposée à un climat méditerranéen, elle est drainée par le Bourdic, le ruisseau de la Candouillère et par divers autres petits cours d'eau. La commune possède un patrimoine naturel remarquable composé d'une zone naturelle d'intérêt écologique, faunistique et floristique.
Baron est une commune rurale qui compte 338 habitants en 2022, après avoir connu une forte hausse de la population depuis 1975. Elle fait partie de l'aire d'attraction de Nîmes. Ses habitants sont appelés les Baronois et Baronoises.

## Géographie

### Localisation
La commune est située entre Alès (20 km) et Uzès (13 km).
| Euzet                                                  |            | Aigaliers |
| Saint-Jean-de-Ceyrargues, Saint-Maurice-de-Cazevieille | Baron      |           |
|                                                        | Collorgues | Foissac   |

### Hameaux
Les différents hameaux sont Bézut d'origine celtique, le Mas de Bagard, le Château de Font-Couverte, le Mas de Clary qui a succédé au Mas de Marignac d’origine gallo-romaine, le Mas de Fabre, sur la route de Collorgues, le quartier du Grand Chemin, sur la route d’Alès à Uzès.

### Hydrographie et relief
Le sol de Baron est de formation secondaire, de l'étage crétacé, à part une ou deux pointes du tertiaire inférieur dans les basses terres de l'Étang et de la Candoulière. Les eaux peu profondes qui ont recouvert son sol pendant des millions d’années, ont permis la prolifération de coquillages marins dont le fossile le plus courant est lesogyra aquila (bedoulien), huître énorme que l’on retrouve en particulier au quartier des Espérières. La planorbe limnée et lhélix, deux autres fossiles plus rares, sont d'origine lacustre. Le gîte, maintenant disparu, se trouvait sur la petite route entre le Château de Font-Couverte et Bézut.

### Climat
Pour des articles plus généraux, voir Climat de l'Occitanie et Climat du Gard.
En 2010, le climat de la commune est de type climat méditerranéen franc, selon une étude s'appuyant sur une série de données couvrant la période 1971-2000. En 2020, Météo-France publie une typologie des climats de la France métropolitaine dans laquelle la commune est exposée à un climat méditerranéen et est dans la région climatique Provence, Languedoc-Roussillon, caractérisée par une pluviométrie faible en été, un très bon ensoleillement (2 600 h/an), un été chaud (21,5 °C), un air très sec en été, sec en toutes saisons, des vents forts (fréquence de 40 à 50 % de vents > 5 m/s) et peu de brouillards.
Pour la période 1971-2000, la température annuelle moyenne est de 13,6 °C, avec  une amplitude thermique annuelle de 17,3 °C. Le cumul annuel moyen de précipitations est de 910 mm, avec 7 jours de précipitations en janvier et 3,3 jours en juillet. Pour la période 1991-2020, la température moyenne annuelle observée sur la station météorologique la plus proche, située sur la commune de Brouzet-lès-Alès à 10 km à vol d'oiseau, est de 13,5 °C et le cumul annuel moyen de précipitations est de 923,9 mm,. Pour l'avenir, les paramètres climatiques de la commune estimés pour 2050 selon différents scénarios d’émission de gaz à effet de serre sont consultables sur un site dédié publié par Météo-France en novembre 2022.

### Milieux naturels et biodiversité

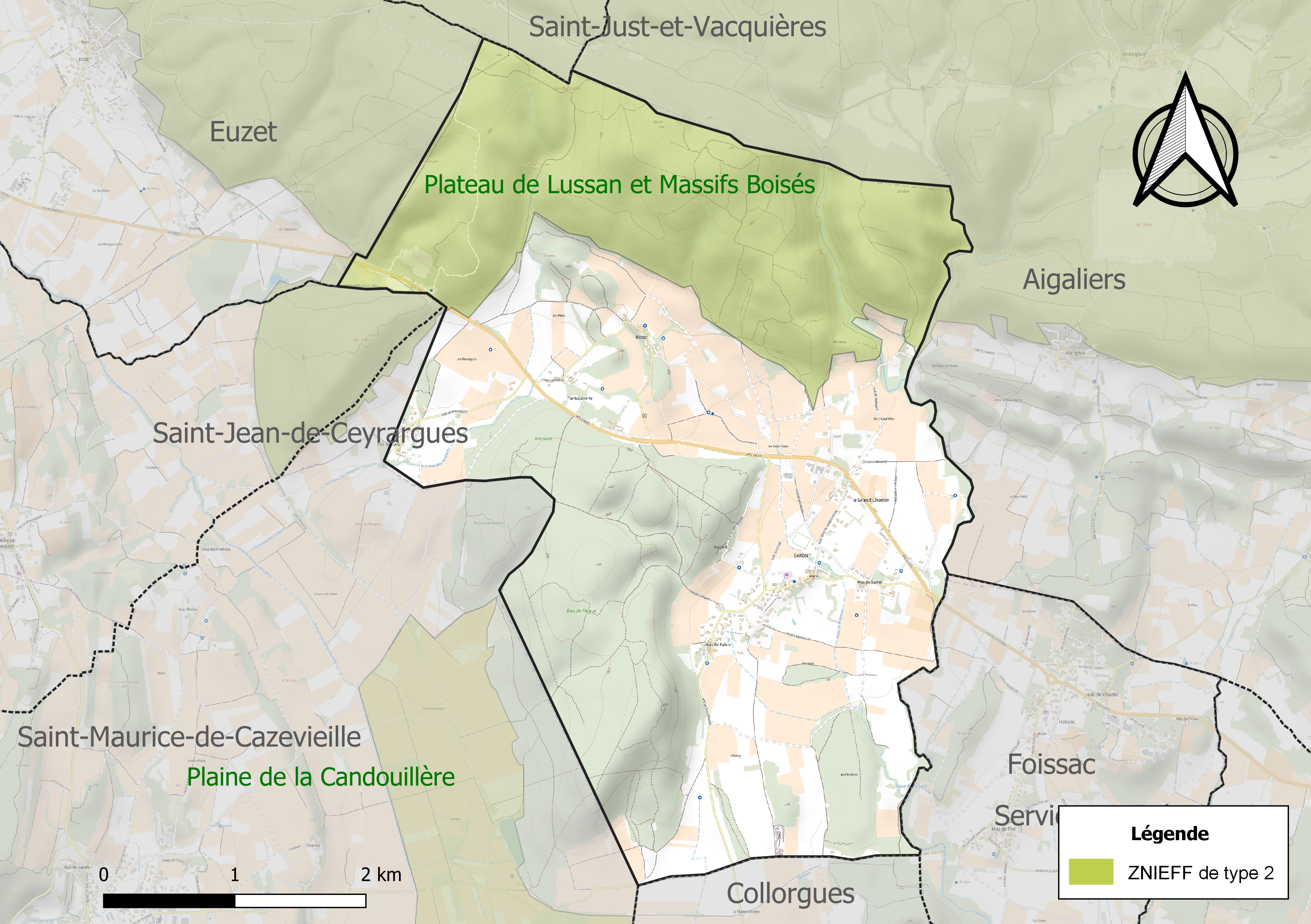
Carte de la ZNIEFF de type 2 localisée sur la commune.

L’inventaire des zones naturelles d'intérêt écologique, faunistique et floristique (ZNIEFF) a pour objectif de réaliser une couverture des zones les plus intéressantes sur le plan écologique, essentiellement dans la perspective d’améliorer la connaissance du patrimoine naturel national et de fournir aux différents décideurs un outil d’aide à la prise en compte de l’environnement dans l’aménagement du territoire.
Une ZNIEFF de type 2 est recensée sur la commune :
le « plateau de Lussan et Massifs Boisés » (37 159 ha), couvrant 40 communes du département.

## Urbanisme

### Typologie
Au 1er janvier 2024, Baron est catégorisée commune rurale à habitat dispersé, selon la nouvelle grille communale de densité à sept niveaux définie par l'Insee en 2022.
Elle est située hors unité urbaine. Par ailleurs la commune fait partie de l'aire d'attraction de Nîmes, dont elle est une commune de la couronne,. Cette aire, qui regroupe 92 communes, est catégorisée dans les aires de 200 000 à moins de 700 000 habitants,.

### Occupation des sols
L'occupation des sols de la commune, telle qu'elle ressort de la base de données européenne d’occupation biophysique des sols Corine Land Cover (CLC), est marquée par l'importance des forêts et milieux semi-naturels (54,3 % en 2018), une proportion identique à celle de 1990 (54,3 %). La répartition détaillée en 2018 est la suivante : 
forêts (54,3 %), cultures permanentes (29,5 %), zones agricoles hétérogènes (16,2 %). L'évolution de l’occupation des sols de la commune et de ses infrastructures peut être observée sur les différentes représentations cartographiques du territoire : la carte de Cassini (XVIIIe siècle), la carte d'état-major (1820-1866) et les cartes ou photos aériennes de l'IGN pour la période actuelle (1950 à aujourd'hui).

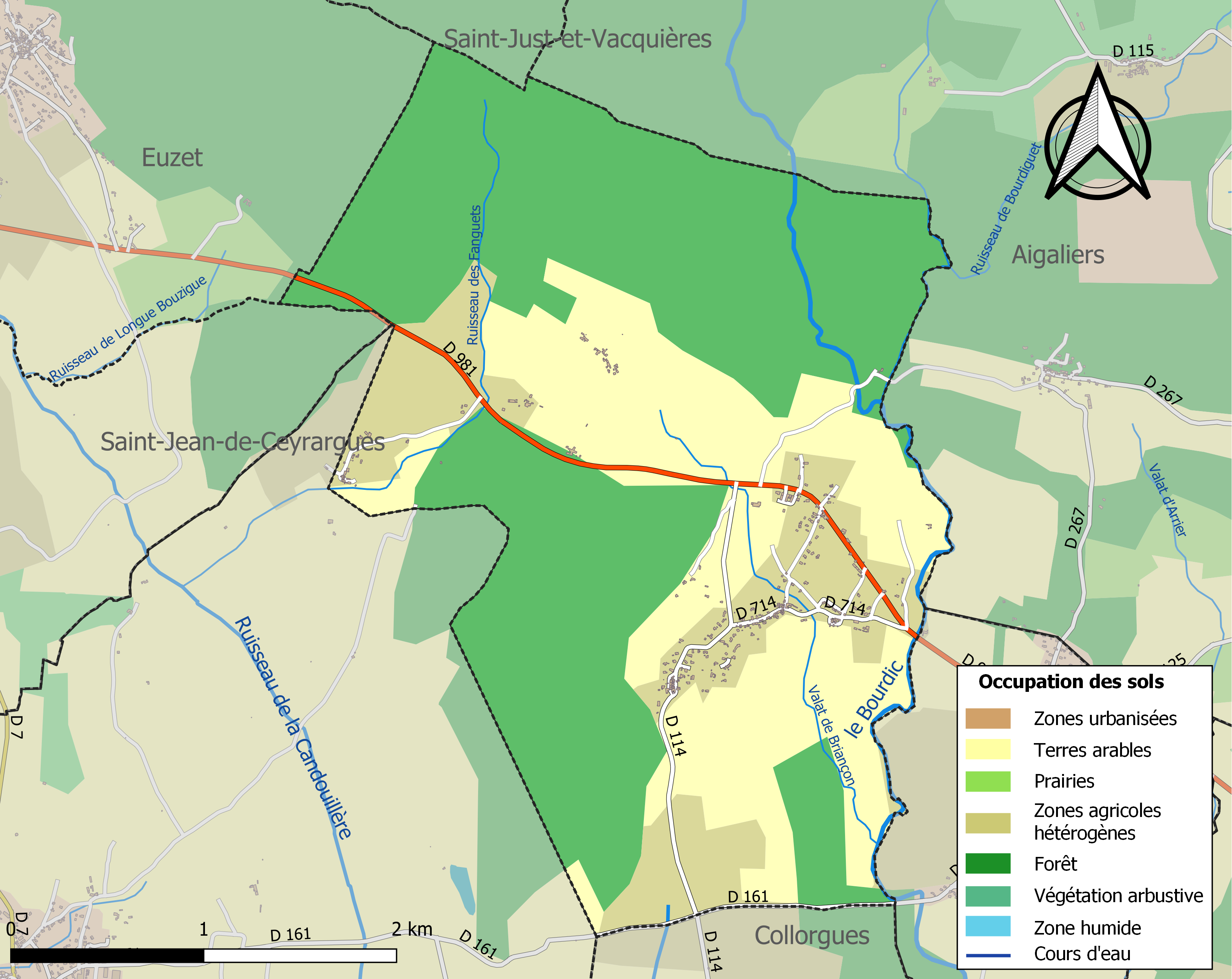
Carte des infrastructures et de l'occupation des sols de la commune en 2018 (CLC).

### Risques majeurs
Le territoire de la commune de Baron est vulnérable à différents aléas naturels : météorologiques (tempête, orage, neige, grand froid, canicule ou sécheresse), inondations, feux de forêts et séisme (sismicité modérée). Un site publié par le BRGM permet d'évaluer simplement et rapidement les risques d'un bien localisé soit par son adresse soit par le numéro de sa parcelle.
Certaines parties du territoire communal sont susceptibles d’être affectées par le risque d’inondation par débordement de cours d'eau et par une crue torrentielle ou à montée rapide de cours d'eau, notamment le Bourdic et le ruisseau de la Candouillère. La commune a été reconnue en état de catastrophe naturelle au titre des dommages causés par les inondations et coulées de boue survenues en 1982, 1994, 1997, 2002 et 2014,.

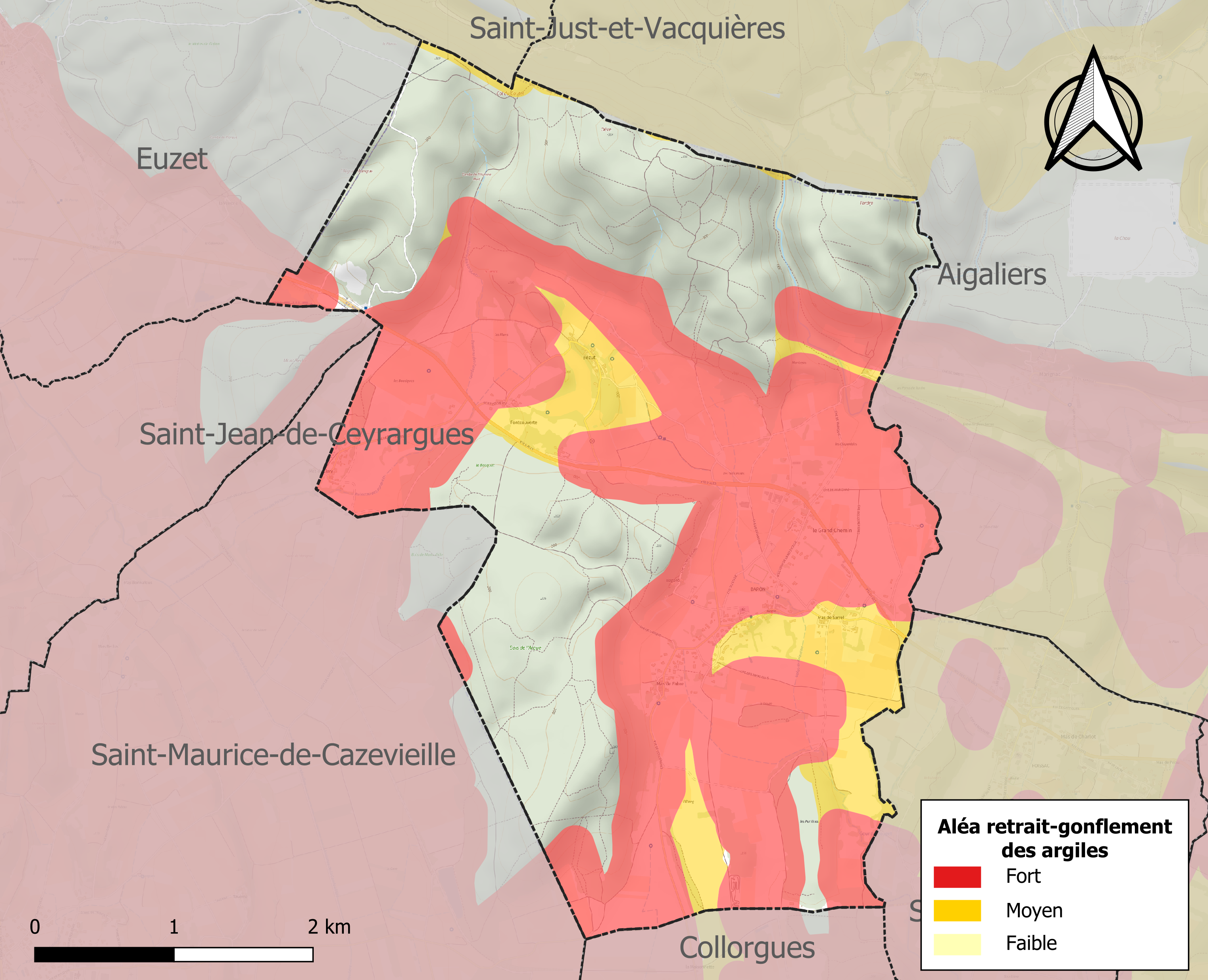
Carte des zones d'aléa retrait-gonflement des sols argileux de Baron.

Le retrait-gonflement des sols argileux est susceptible d'engendrer des dommages importants aux bâtiments en cas d’alternance de périodes de sécheresse et de pluie. 61,2 % de la superficie communale est en aléa moyen ou fort (67,5 % au niveau départemental et 48,5 % au niveau national). Sur les 169 bâtiments dénombrés sur la commune en 2019, 169 sont en aléa moyen ou fort, soit 100 %, à comparer aux 90 % au niveau départemental et 54 % au niveau national. Une cartographie de l'exposition du territoire national au retrait gonflement des sols argileux est disponible sur le site du BRGM,.
Par ailleurs, afin de mieux appréhender le risque d’affaissement de terrain, l'inventaire national des cavités souterraines permet de localiser celles situées sur la commune.

## Toponymie
Les « Budenicenses », les habitants de l'écart de Bezut, en latin Budenicum, sont mentionnés dans la dédicace à Jupiter gravée sur un autel galloromain qui a été réutilisé dans une chapelle bénédictine de Collias, Notre Dame de Laval.

## Histoire

### Préhistoire
Les découvertes faites sur la commune, ont été réalisées par l'archéologue, Ulysse Dumas (1872-1903). La station des Châtaigniers a livré du matériel lithique du mésolithique, qui différait des stations néolithiques voisines, nombreuses et rapprochées et qui se plaçait à part de l’industrie tardenoisienne.
De nombreux tumuli ont été relevés sur les coltines au nord de Bézuc et de Tardre. Les fouilles ont donné des fragments de poteries, des bijoux en bronze et de fer, et de la céramique (Musée de Nîmes). La statue-menhir de Font-Couverte a été découverte à l’orée du bois sous Bézuc et se trouve actuellement exposée à Font-Couverte. Elle est caractéristique de la fin du Néolithique (2 500 ans avant notre ère). On y distingue la figure en T et un signe de commandement, (anneau et lame ?) tenu entre les deux bras allonges. Sur la poitrine, deux rectangles places côte à côte restent énigmatiques. Avant la colonisation romaine, le hameau de Bézuc faisait partie des vingt bourgades autour de la ville sainte de Nemausus dont parle Strabon. C'était le pays des Budenicenses. Leur dieu, le Mars Budenius a pu avoir sa statue érigée sur une hauteur de Dève qui domine Bézuc.

### Antiquité
Inclus dans la Provincia romaine, le pagus fut divisé entre plusieurs villae rusticae. Le sol de la commune est couvert par les débris de tegulae et de dolia. Ulysse Dumas a trouvé à Probiac (Claparède) de nombreux vestiges, inscriptions, objets divers et pièces de monnaie datés de cette époque.

### Moyen Âge
Le vicus de Probiac, au pied de l'« oppidum de Brueys », daté de l’époque gallo-romaine, est devenu village. Le village de Baron se construit près d'un castrum. Il n'en reste que des ruines. Ce château fort, l’Arque de Baron (XIIe au XIVe siècle), a été détruit en 1383 par les Tuchins. L'église Saint-Jean-Baptiste de Baron et l'église Saint-Baudile de Probiac sont d'origine romane. Ce village double s'est maintenu pendant des siècles tandis que peu à peu Baron supplantait Probiac.
Deux autres constructions importantes, vers le col de la Madeleine, datent de l'époque médiévale : le couvent de la Madeleine, ou église de l'Encise, et l'hôpital des Pauvres de l'Encise. Ces deux établissements se complétaient, accueillant les pauvres passants et recueillant les lépreux dans une léproserie attenante.

### Période moderne
le Château de Font-Couverte remonte à la Renaissance, quand vers 1513 Pierre Brueys, avocat à Nîmes l'a fait construire, se plaçant sous la suzeraineté de l’évêque d’Uzès.
Les guerres de religion ont marqué fortement le pays. Il existe deux lieux où les huguenots se sont retrouvés pour célébrer leur culte au Désert. L’assemblée de la Combe du Coutel, eut lieu le 7 juillet 1686, tout après la Révocation de l'Édit de Nantes, elle s’est terminé par un massacre. L’assemblée de l'Arque de Baron, en août 1701, où, sans prédicant, 2 à 300 fidèles étaient rassemblés et qui a compté aussi des victimes, pendus, galériens et prisonnières.

### Révolution française et Empire
À l'époque révolutionnaire, les habitants de Baron débaptisent leur commune dont le nom rappelle l'ancienne aristocratie : Baron devient, pour un temps, Dève-la-Montagne,.
En 1815, lors de la Terreur Blanche, les Baronnais arrêtèrent et voulurent tuer les soldats de l’armée en déroute du duc d'Angoulême. Certains se cachèrent en plein bois dans la Baume du Négré.

## Politique et administration

### Liste des maires
| Période | Période  | Identité                   | Étiquette | Qualité |
| ------- | -------- | -------------------------- | --------- | ------- |
| 1792    | 1795     | Paul RICHAUD               |           |         |
| 1795    | 1800     | François SALEL             |           |         |
| 1800    | 1815     | Etienne EVESQUE            |           |         |
| 1815    | 1830     | Jean BELIN                 |           |         |
| 1830    | 1832     | Pierre DUMAS               |           |         |
| 1832    | 1845     | Louis Etienne EVESQUE fils |           |         |
| 1845    | 1848     | François PELADAN           |           |         |
| 1848    | 1852     | Jacques DRILLON            |           |         |
| 1852    | 1855     | François PELADAN           |           |         |
| 1855    | 1860     | Robert CRESPON             |           |         |
| 1860    | 1866     | Louis Etienne EVESQUE fils |           |         |
| 1866    | 1870     | Nicolas DUMAS              |           |         |
| 1870    | 1874     | Antoine BALMASSIERE        |           |         |
| 1874    | 1876     | Antoine CLARY              |           |         |
| 1876    | 1877     | Prosper DUMAS              |           |         |
| 1877    | 1877     | Antoine CLARY              |           |         |
| 1877    | 1884     | Prosper DUMAS              |           |         |
| 1884    | 1888     | Ernest FABRE               |           |         |
| 1888    | 1897     | Prosper DUMAS              |           |         |
| 1897    | 1916     | Auguste DUMAS              |           |         |
| 1916    | 1919     | Anselme CLARY              |           |         |
| 1919    | 1925     | Arthur DUMAS               |           |         |
| 1925    | 1944     | Paul CARAYON               |           |         |
| 1944    | 1945     | Elie PLATON                |           |         |
| 1945    | 1965     | Émilien ROUX               |           |         |
| 1965    | 1971     | Guy PONS                   |           |         |
| 1971    | 1983     | Paul GIRARD                | PCF       |         |
| 1983    | 1989     | Claude GIRARD              | PCF       |         |
| 1989    | 2008     | Luc ROUVEYROLLES           | DVG       |         |
| 2008    | 2013     | Bernard PLANTEVIT          |           |         |
| 2013    | 2013     | Romain PASCAL              |           |         |
| 2013    | En cours | Christian PETIT            | UDI       |         |

## Population et société

### Démographie
L'évolution du nombre d'habitants est connue à travers les recensements de la population effectués dans la commune depuis 1793. Pour les communes de moins de 10 000 habitants, une enquête de recensement portant sur toute la population est réalisée tous les cinq ans, les populations de référence des années intermédiaires étant quant à elles estimées par interpolation ou extrapolation. Pour la commune, le premier recensement exhaustif entrant dans le cadre du nouveau dispositif a été réalisé en 2006.

En 2022, la commune comptait 338 habitants, en évolution de −5,85 % par rapport à 2016 (Gard : +2,97 %, France hors Mayotte : +2,11 %).
| 1793 | 1800 | 1806 | 1821 | 1831 | 1836 | 1841 | 1846 | 1851 |
| ---- | ---- | ---- | ---- | ---- | ---- | ---- | ---- | ---- |
| 222  | 161  | 193  | 218  | 245  | 243  | 276  | 297  | 321  |

| 1856 | 1861 | 1866 | 1872 | 1876 | 1881 | 1886 | 1891 | 1896 |
| ---- | ---- | ---- | ---- | ---- | ---- | ---- | ---- | ---- |
| 297  | 318  | 290  | 277  | 281  | 308  | 250  | 262  | 223  |

| 1901 | 1906 | 1911 | 1921 | 1926 | 1931 | 1936 | 1946 | 1954 |
| ---- | ---- | ---- | ---- | ---- | ---- | ---- | ---- | ---- |
| 243  | 202  | 199  | 203  | 220  | 204  | 198  | 215  | 191  |

| 1962 | 1968 | 1975 | 1982 | 1990 | 1999 | 2006 | 2011 | 2016 |
| ---- | ---- | ---- | ---- | ---- | ---- | ---- | ---- | ---- |
| 191  | 165  | 154  | 201  | 199  | 229  | 307  | 335  | 359  |

| 2021 | 2022 | - | - | - | - | - | - | - |
| ---- | ---- | - | - | - | - | - | - | - |
| 348  | 338  | - | - | - | - | - | - | - |

### Enseignement
Baron fait partie d'un regroupement pédagogique avec les communes de Foissac et d'Aigaliers. L'école de Baron « Luc Rouveyrolles » accueille les élèves de CM1 et CM2. Sa construction a été réalisée en 2005. 
Le collège (Le redounet) et le lycée (Charles Gide) de rattachement se situent à Uzès et sont desservis par les transports scolaires.

## Économie

### Revenus
En 2018  (données Insee publiées en septembre 2021), la commune compte 139 ménages fiscaux, regroupant 320 personnes. La médiane du revenu disponible par unité de consommation est de 20 830 € (20 020 € dans le département).

### Emploi
|                | 2008   | 2013 | 2018   |
| -------------- | ------ | ---- | ------ |
| Commune        | 6,7 %  | 7 %  | 11,5 % |
| Département    | 10,6 % | 12 % | 12 %   |
| France entière | 8,3 %  | 10 % | 10 %   |

En 2018, la population âgée de 15 à 64 ans s'élève à 210 personnes, parmi lesquelles on compte 78,9 % d'actifs (67,5 % ayant un emploi et 11,5 % de chômeurs) et 21,1 % d'inactifs,. En  2018, le taux de chômage communal (au sens du recensement) des 15-64 ans est inférieur à celui du département, mais supérieur à celui de la France, alors qu'en 2008 il était inférieur à celui de la France.
La commune fait partie de la couronne de l'aire d'attraction de Nîmes, du fait qu'au moins 15 % des actifs travaillent dans le pôle,. Elle compte 74 emplois en 2018, contre 80 en 2013 et 62 en 2008. Le nombre d'actifs ayant un emploi résidant dans la commune est de 142, soit un indicateur de concentration d'emploi de 52,2 % et un taux d'activité parmi les 15 ans ou plus de 57,3 %.
Sur ces 142 actifs de 15 ans ou plus ayant un emploi, 28 travaillent dans la commune, soit 20 % des habitants. Pour se rendre au travail, 87,9 % des habitants utilisent un véhicule personnel ou de fonction à quatre roues, 2,1 % les transports en commun, 2,8 % s'y rendent en deux-roues, à vélo ou à pied et 7,1 % n'ont pas besoin de transport (travail au domicile).

### Activités hors agriculture

#### Secteurs d'activités
39 établissements sont implantés  à Baron au 31 décembre 2019. Le tableau ci-dessous en détaille le nombre par secteur d'activité et compare les ratios avec ceux du département,.
| Secteur d'activité                                                                                        | Commune | Commune | Département |
| Secteur d'activité                                                                                        | Nombre  | %       | %           |
| --- | ------- | ------- | ----------- |
| Ensemble                                                                                                  | 39      |         |             |
| Industrie manufacturière, industries extractives et autres                                                | 3       | 7,7 %   | (7,9 %)     |
| Construction                                                                                              | 11      | 28,2 %  | (15,5 %)    |
| Commerce de gros et de détail, transports, hébergement et restauration                                    | 10      | 25,6 %  | (30 %)      |
| Activités financières et d'assurance                                                                      | 4       | 10,3 %  | (3 %)       |
| Activités immobilières                                                                                    | 1       | 2,6 %   | (4,1 %)     |
| Activités spécialisées, scientifiques et techniques et activités de services administratifs et de soutien | 7       | 17,9 %  | (14,9 %)    |
| Autres activités de services                                                                              | 3       | 7,7 %   | (8,8 %)     |

Le secteur de la construction est prépondérant sur la commune puisqu'il représente 28,2 % du nombre total d'établissements de la commune (11 sur les 39 entreprises implantées  à Baron), contre 15,5 % au niveau départemental.

#### Entreprises et commerces
Depuis peu, la commune de Baron a vu naître les Ateliers de Baron, une petite zone industrielle, regroupant plusieurs artisans ainsi qu'un restaurant-bar multiservices.

### Agriculture
|               | 1988 | 2000 | 2010 | 2020 |
| ------------- | ---- | ---- | ---- | ---- |
| Exploitations | 15   | 14   | 7    | 7    |
| SAU (ha)      | 293  | 281  | 266  | 320  |

La commune est dans les Garrigues, une petite région agricole occupant le centre du département du Gard. En 2020, l'orientation technico-économique de l'agriculture  sur la commune est la viticulture. Sept exploitations agricoles ayant leur siège dans la commune sont dénombrées lors du recensement agricole de 2020 (15 en 1988). La superficie agricole utilisée est de 320 ha,,.

## Culture locale et patrimoine

### Édifices civils
- Du temps de la Renaissance, le manoir de Font-Couverte garde une belle porte à caissons de pierre et une tour pigeonnière.
- Les vestiges du château de la colline de l'Arque[25].

### Édifices religieux
- L'église Saint-Jean-Baptiste de Baron et l'église Saint-Baudile de Probiac sont d'origine romane.
- Temple protestant de Baron.

### Patrimoine environnemental
Les baumes de la Madeleine dont l'entrée se trouve au-dessus du col du même nom. Autrefois, il était question de deux grandes salles, qui communiquaient avec les grottes d’Euzet. Actuellement, une seule pièce est accessible. On y a recueilli des vestiges préhistoriques, et aussi des débris de poterie du XVIIe siècle provenant du temps où les Camisards y abritaient leurs blessés.

## Héraldique
| Blason de Baron (Gard) | Blason  | D'or à la bande losangée d'or et d'azur. |
| Blason de Baron (Gard) | Détails | Ce blason a été créé par Suzanne Carayon (1915-2007), fille de Paul Carayon, maire de Baron, et l'épouse de Jean de Mondenard de Monié, président du Club de l'Arque. |